# Comitato interministeriale per i diritti umani
Il Comitato interministeriale per li Diritti Umani (CIDU) è un organismo statale italiano istituito con decreto il 15 febbraio 1978, n. 519. Esso svolge un’attività istituzionale di "focal point" per l'Italia degli organi di monitoraggio degli organismi internazionali delle Nazioni Unite, del Consiglio d'Europa e dell’Unione europea in materia di difesa dei diritti umani. 
Il Comitato è oggi inserito nel quadro organico del Ministero degli Affari Esteri, è presieduto da un alto funzionario della carriera diplomatica ed è composto da rappresentanti di ministeri, amministrazioni ed enti che a vario titolo si occupano delle tematiche dei diritti umani.

## Composizione
Il CIDU è oggi regolato Direttiva del Presidente del Consiglio dei Ministri 4 agosto 2010 ed annovera tra i suoi componenti: 
- Presidenza del Consiglio dei ministri, Dipartimento per le politiche della famiglia;
- Presidenza del Consiglio dei ministri, Dipartimento per le pari opportunità, Ufficio per la promozione della parità di trattamento e la rimozione delle discriminazioni fondate sulla razza e sull'origine etnica - UNAR);
- Ministero dell'Interno;
- Ministero della Giustizia;
- Ministero della Difesa;
- Ministero dello Sviluppo Economico;
- Ministero dell'Ambiente e della Tutela del Territorio e del Mare;
- Ministero del lavoro e delle politiche sociali;
- Ministero dell'Istruzione, dell'Università e della Ricerca;
- Ministero dei Beni e delle Attività Culturali;
- Ministero della Salute;
- Comando Generale dell'Arma dei Carabinieri;
- Comando Generale del Corpo della Guardia di Finanza;
- Commissione nazionale per le pari opportunità tra uomini e donne;
- Consiglio nazionale dell'economia e del lavoro - CNEL;
- Consiglio Superiore della Magistratura;
- Istituto nazionale di Statistica - ISTAT;
- Istituto nazionale per l'economia agricola - INEA;
- Commissione italiana per l'UNESCO,
- Conferenza delle Regioni e delle Province autonome;
- Unione delle Province d'Italia - UPI;
- Associazione nazionale dei Comuni d'Italia - ANCI;
- Comitato UNICEF Italia;
- Società italiana per l'Organizzazione internazionale - SIOI;

Vi fanno parte anche tre eminenti personalità del mondo accademico e scientifico.

## Attività
Le principali attività del CIDU sono le seguenti:
- realizzare un sistematico esame delle misure legislative, regolamentari, amministrative da adottare nell’ordinamento interno italiano per dare concreta attuazione agli impegni assunti dall’Italia nelle Convenzioni internazionali sui diritti umani delle Nazioni Unite, del Consiglio d'Europa e dell'Unione europea;
- promuovere l’adozione dei provvedimenti necessari per il pieno adempimento degli obblighi internazionali già assunti e seguire la loro concreta osservanza sul territorio nazionale;
- preparare i Rapporti periodici che il Governo italiano è tenuto a presentare alle competenti Organizzazioni internazionali;
- predisporre annualmente la prevista relazione al Parlamento Italiano[2];
- collaborare alle iniziative internazionali sui diritti umani, come conferenze, simposi e celebrazioni di ricorrenze internazionali;
- mantenere e gli opportuni rapporti con le organizzazioni della società civile attive nel settore della promozione e protezione dei diritti umani[3].

## Corpus iurisinternazionale in materia di diritti umani
Le Convenzioni internazionali sui diritti umani a cui l'Italia, alla pari della grande maggioranza degli altri Paesi del mondo, ha aderito ed è quindi tenuta a rispettare originano in ambito delle Nazioni Unite, del Consiglio d'Europa e dell'Unione europea.
In ambito ONU vi sono, in particolare, otto trattati internazionali che l'Italia ha contribuito a far adottare e a cui ha quindi essa stessa aderito. Sono:
- Convenzione internazionale sull’eliminazione di ogni forma di discriminazione razziale. Approvata il 21 dicembre 1965, la Convenzione è in vigore dal 4 gennaio 1969;
- Convenzione internazionale sui diritti civili e politici. Approvato dall’Assemblea Generale il 16 dicembre 1966, è entrato in vigore il 23 marzo 1976;
- Convenzione internazionale sui diritti economici, sociali e culturali. Approvato anch’esso dall’AG in data 16 dicembre 1966 assieme al Trattato gemello sui diritti civili e politici. È entrato in vigore il 3 gennaio 1976;
- Convenzione sull'eliminazione di ogni forma di discriminazione della donna (CEDAW)  Votata dall’AG il 18 dicembre 1979, è in effettivamente vigore dal 3 settembre 1981;
- Convenzione contro la tortura ed altre pene o trattamenti crudeli, disumani o degradanti.  Adottata dall'Assemblea Generale il 10 dicembre 1984, è norma cogente dal 26 giugno 1987;
- Convenzione internazionale sui diritti dell'infanzia. Approvata dall’AG il 20 novembre 1989, è in vigore dal 2 settembre 1990:
- Convenzione delle Nazioni Unite sui diritti delle persone con disabilità. Adottata dall’Assemblea Generale il 13 dicembre 2006, è in vigore dal 3 maggio 2008;
- Convenzione per la protezione dalla sparizione forzata. Approvata dall’Assemblea generale il 20 dicembre 2006, in vigore dal 23 dicembre 2010

### Riferimenti normativi
- DM 15 febbraio 1978, n. 519. Decreto istitutivo.
- DM 24 novembre 2005, n. 208/3258, che ne precisa le finalità (art. 2), la composizione (art. 3)  nonché le modalità di funzionamento.
- DPCM 11 maggio 2007 con cui si è provveduto al riordino.
- Direttiva del Presidente del Consiglio dei Ministri 4 agosto 2010 che ha definito gli “Indirizzi interpretativi in materia di riordino degli organismi collegiali e di riduzione dei costi degli apparati amministrativi
- DM 5 settembre 2013, n. 2000/517 per il collocamento nel quadro organico del Ministero degli Affari Esteri, Direzione Generale per gli Affari Politici e di Sicurezza.